# Senador Amaral (kommun)
Senador Amaral är en kommun i Brasilien.   Den ligger i delstaten Minas Gerais, i den sydöstra delen av landet, 800 km söder om huvudstaden Brasília. Antalet invånare är 5 225.
Följande samhällen finns i Senador Amaral:
- Senador Amaral

Omgivningarna runt Senador Amaral är en mosaik av jordbruksmark och naturlig växtlighet. Runt Senador Amaral är det ganska tätbefolkat, med 60 invånare per kvadratkilometer.